# Уолл-стрит: Деньги не спят
«Уо́лл-стрит: Де́ньги не спят» (англ. Wall Street: Money Never Sleeps) — драматический триллер режиссёра Оливера Стоуна, продолжение снятого им в 1987 году фильма «Уолл-стрит». Первый сиквел, который снял Оливер Стоун. Майкл Дуглас снова исполнил роль Гордона Гекко. Премьера фильма состоялась 24 сентября 2010 года. Последняя роль голливудской легенды Илая Уоллака.

## Сюжет
Действия фильма разворачиваются спустя 23 года после событий, произошедших в первом фильме, во второй половине 2008 года. В 2001 году, после восьми лет заключения, Гордон Гекко выходит из тюрьмы и посвящает несколько лет написанию книги про потрясения, ожидающие финансовые рынки. Гекко желает восстановления отношений со своей отдалившейся дочерью, Уинни. Из-за того времени, что они прожили порознь, а также из-за того, что Уинни винит Гекко в самоубийстве своего брата Руди, она избегает любого общения с ним.
Её молодой человек — Джейкоб, трейдер с Уолл-стрит, подобно всем надеется на дальнейшее процветание рынков. Однако крупнейший инвестиционный банк Келлер-Зэйбл, где он работает, неожиданно оказывается на грани банкротства из-за рискованных инвестиций в ценные бумаги, обеспеченные субстандартными ипотечными кредитами. Управляющий банком, чьим протеже является Джейкоб, кончает жизнь самоубийством. Джейкоб хочет найти виновного в происходящем и отомстить за смерть своего наставника, и для этого обращается за помощью к Гордону Гекко, который предлагает ему сделку: в обмен на помощь наладить отношения с Уинни. На финансовых рынках в это время начинается мировой финансовый кризис, и у Гекко есть свои далеко идущие планы…

## В ролях
| Актёр              | Роль                              |
| ------------------ | --------------------------------- |
| Майкл Дуглас       | Гордон Гекко                      |
| Шайа Лабаф         | Джейкоб Мур                       |
| Джош Бролин        | Бреттон Джеймс                    |
| Кэри Маллиган      | Уинни Гекко                       |
| Фрэнк Ланджелла    | Льюис Зейбел                      |
| Сьюзан Сарандон    | Сильвия Мур                       |
| Ванесса Ферлито    | Одри                              |
| Чарли Шин          | Бад Фокс                          |
| Джон Бедфорд Ллойд | Билл Кларк                        |
| Илай Уоллак        | Джули Стейнхарт                   |
| Оливер Стоун       | инвестор                          |
| Дональд Трамп      | в роли самого себя (сцена на DVD) |

## Факты
- Фильм «Уолл-стрит: Деньги не спят» — первый сиквел, который снял Оливер Стоун.
- Между оригиналом и сиквелом временной промежуток в 23 года.
- Фильм был снят за 58 дней, приблизительно такое же время заняли съёмки и первого фильма «Уолл-стрит».
- 20 сентября 2010 звоном колокольчика Оливер Стоун открыл торги на NASDAQ. Это событие было приурочено к премьере фильма в Нью-Йорке.
- Сын Оливера Стоуна — Шон Стоун (Sean Stone) — в двенадцатый раз снимается в фильме отца. Ему досталась роль трейдера хедж-фонда.
- Гордон Гекко выходит на свободу 22 октября 2001 года.
- Оригинальные песни для фильма написали и исполнили Дэвид Бирн и Брайан Ино.
- Эпизод, где показана улочка Цюриха (01:40:30), был снят в Праге.

## Создание фильма
См. en:Wall Street: Money Never Sleeps#Production.

## Награды и номинации
- 2011 — номинация на премию «Золотой глобус» за лучшую мужскую роль второго плана (Майкл Дуглас)